# Wioślarstwo na Letnich Igrzyskach Olimpijskich 2020 – dwójka podwójna mężczyzn
Rywalizacja w dwójce podwójnej mężczyzn w wioślarstwie na Letnich Igrzyskach Olimpijskich 2020 rozgrywana była między 23 a 28 lipca na Sea Forest Waterway.
Do zawodów zgłoszonych zostało 13 osad.

## Terminarz
Wszystkie godziny podane są w czasie brazylijskim (UTC+09:00).
| Data          | Godzina     |                 |
| Data          | UTC+09:00   |                 |
| ------------- | ----------- | --------------- |
| 23 lipca 2021 | 10:30       | Eliminacje      |
| 24 lipca 2021 | 09:10       | Repasaże        |
| 25 lipca 2021 | 12:40       | Półfinały       |
| 28 lipca 2021 | 08:42 09:30 | Finał B Finał A |

## Wyniki

### Eliminacje
Do półfinałów A/B awansowały trzy pierwsze osady z każdego biegu. Pozostałe osady wzięły udział w repasażach.
Bieg 1
| Pozycja | Tor | Zawodnik                          | Reprezentacja               | Czas    | Uwagi |
| ------- | --- | --------------------------------- | --------------------------- | ------- | ----- |
| 1.      | 4   | Hugo Boucheron Matthieu Androdias | Francja                     | 6:10,45 | Q     |
| 2.      | 1   | Liu Zhiyu Zhang Liang             | Chiny                       | 6:11,55 | Q     |
| 3.      | 3   | Ilja Kondratjew Andriej Potapkin  | Rosyjski Komitet Olimpijski | 6:16,09 | Q     |
| 4.      | 5   | Stephan Krüger Marc Weber         | Niemcy                      | 6:35,11 |       |
| 5.      | 2   | Jakub Podrazil Jan Cincibuch      | Czechy                      | 6:41,75 |       |

Bieg 2
| Pozycja | Tor | Zawodnik                          | Reprezentacja | Czas    | Uwagi |
| ------- | --- | --------------------------------- | ------------- | ------- | ----- |
| 1.      | 4   | Mirosław Ziętarski Mateusz Biskup | Polska        | 6:11,22 | Q     |
| 2.      | 1   | Barnabé Delarze Roman Röösli      | Szwajcaria    | 6:11,24 | Q     |
| 3.      | 3   | Jack Lopas Chris Harris           | Nowa Zelandia | 6:12,05 | Q     |
| 4.      | 2   | Ronan Byrne Philip Doyle          | Irlandia      | 6:14,40 |       |

Bieg 3
| Pozycja | Tor | Zawodnik                           | Reprezentacja   | Czas    | Uwagi |
| ------- | --- | ---------------------------------- | --------------- | ------- | ----- |
| 1.      | 4   | Melvin Twellaar Stef Broenink      | Holandia        | 6:08,38 | Q     |
| 2.      | 2   | Graeme Thomas John Collins         | Wielka Brytania | 6:12,80 | Q     |
| 3.      | 3   | Ioan Prundeanu Marian Enache       | Rumunia         | 6:13,62 | Q     |
| 4.      | 1   | Saulius Ritter Aurimas Adomavičius | Litwa           | 6:23,08 |       |

### Repasaże
Trzy pierwsze osady awansowały do półfinałów A/B. Czwarta osada odpadła z dalszej rywalizacji.
Repasaż
| Pozycja | Tor | Zawodnik                           | Reprezentacja | Czas    | Uwagi |
| ------- | --- | ---------------------------------- | ------------- | ------- | ----- |
| 1.      | 4   | Stephan Krüger Marc Weber          | Niemcy        | 6:26,64 | Q     |
| 2.      | 2   | Saulius Ritter Aurimas Adomavičius | Litwa         | 6:27,36 | Q     |
| 3.      | 3   | Ronan Byrne Philip Doyle           | Irlandia      | 6:29,90 | Q     |
| 4.      | 1   | Jakub Podrazil Jan Cincibuch       | Czechy        | 6:32,86 |       |

### Półfinały
Trzy pierwsze osady z każdego z półfinałów awansowały do finału A. Pozostałe osady awansowały do finału B.
Półfinał 1
| Pozycja | Tor | Zawodnik                          | Reprezentacja   | Czas    | Uwagi |
| ------- | --- | --------------------------------- | --------------- | ------- | ----- |
| 1.      | 3   | Hugo Boucheron Matthieu Androdias | Francja         | 6:20,45 |       |
| 2.      | 2   | Graeme Thomas John Collins        | Wielka Brytania | 6:22,95 |       |
| 3.      | 4   | Mirosław Ziętarski Mateusz Biskup | Polska          | 6:24,50 |       |
| 4.      | 5   | Jack Lopas Chris Harris           | Nowa Zelandia   | 6:26,08 |       |
| 5.      | 1   | Stephan Krüger Marc Weber         | Niemcy          | 6:38,41 |       |
| 6.      | 6   | Ronan Byrne Philip Doyle          | Irlandia        | 6:49,06 |       |

Półfinał 2
| Pozycja | Tor | Zawodnik                           | Reprezentacja               | Czas    | Uwagi |
| ------- | --- | ---------------------------------- | --------------------------- | ------- | ----- |
| 1.      | 4   | Melvin Twellaar Stef Broenink      | Holandia                    | 6:20,17 |       |
| 2.      | 5   | Liu Zhiyu Zhang Liang              | Chiny                       | 6:23,11 |       |
| 3.      | 3   | Barnabé Delarze Roman Röösli       | Szwajcaria                  | 6:25,89 |       |
| 4.      | 6   | Ilja Kondratjew Andriej Potapkin   | Rosyjski Komitet Olimpijski | 6:26,58 |       |
| 5.      | 2   | Ioan Prundeanu Marian Enache       | Rumunia                     | 6:29,55 |       |
| 6.      | 1   | Saulius Ritter Aurimas Adomavičius | Litwa                       | 6:34,04 |       |

### Finały
Finał B
| Pozycja | Tor | Zawodnik                           | Reprezentacja               | Czas    | Uwagi |
| ------- | --- | ---------------------------------- | --------------------------- | ------- | ----- |
| 1.      | 3   | Ilja Kondratjew Andriej Potapkin   | Rosyjski Komitet Olimpijski | 6:13,73 |       |
| 2.      | 4   | Jack Lopas Chris Harris            | Nowa Zelandia               | 6:15,51 |       |
| 3.      | 2   | Ioan Prundeanu Marian Enache       | Rumunia                     | 6:16,86 |       |
| 4.      | 6   | Ronan Byrne Philip Doyle           | Irlandia                    | 6:16,89 |       |
| 5.      | 5   | Stephan Krüger Marc Weber          | Niemcy                      | 6:18,13 |       |
| 6.      | 1   | Saulius Ritter Aurimas Adomavičius | Litwa                       | 6:20,87 |       |

Finał A
| Pozycja | Tor | Zawodnik                          | Reprezentacja   | Czas    | Uwagi |
| ------- | --- | --------------------------------- | --------------- | ------- | ----- |
| złoto   | 3   | Hugo Boucheron Matthieu Androdias | Francja         | 6:00,33 |       |
| srebro  | 4   | Melvin Twellaar Stef Broenink     | Holandia        | 6:00,53 |       |
| brąz    | 2   | Liu Zhiyu Zhang Liang             | Chiny           | 6:03,63 |       |
| 4.      | 5   | Graeme Thomas John Collins        | Wielka Brytania | 6:06,48 |       |
| 5.      | 1   | Barnabé Delarze Roman Röösli      | Szwajcaria      | 6:09,05 |       |
| 6.      | 6   | Mirosław Ziętarski Mateusz Biskup | Polska          | 6:09,17 |       |